# CityJet
La CityJet Ltd è una compagnia aerea regionale irlandese, con sede a Swords in Irlanda; fu sussidiaria di Air France e poi di Air France-KLM dal 1999 al 2014.

## Storia
Fondata nel 1992, ha iniziato ad operare nel 1994, la sua base principale era presso l'aeroporto Internazionale di Dublino con altre basi presso gli aeroporti di Londra-City e di Parigi-Charles de Gaulle.
Nel 1999 Air France ha inizialmente comprato il 25% della società e nel 2000 ne è diventata definitivamente la proprietaria al 100%.

Il logo della compagnia quando era di proprietà Air France-KLM

Il 28 maggio 2009, Air France-KLM ha annunciato che VLM Airlines sarà progressivamente integrato nel marchio CityJet.
A dicembre 2013, CityJet, insieme a VLM Airlines, fu ceduta dal gruppo Air France-KLM al gruppo tedesco IntroAviation, l'operazione di trasferimento fu completata nel maggio 2014. Successivamente la VLM Airlines fu completamente integrata in CityJet.
Nell'ottobre 2015, Scandinavian Airlines ha annunciato che la controllata finlandese Blue1 sarebbe stata ceduta a CityJet, che una volta acquistata nel 2016, l'ha integrata al suo interno. Le rotte quindi in precedenza operate da Blue1, hanno iniziato ad essere operate da CityJet.
A gennaio 2017 CityJet ha acquistato da Scandinavian Airlines anche la compagnia danese Cimber, che continua a operare voli per conto di Scandinavian Airlines, in quanto non ha mai avuto marchio proprio.
A fine ottobre 2017, CityJet ha annullato la maggior parte delle rotte rimanenti dall'aeroporto di Londra-City, lasciando Dublino e Firenze come destinazioni pianificate.
A fine agosto 2018, CityJet ha annunciato che avrebbe cessato di operare i servizi di linea con il proprio marchio a partire dal 27 ottobre 2018, ma continuerà a operare come fornitore di leasing ACMI.

## Flotta

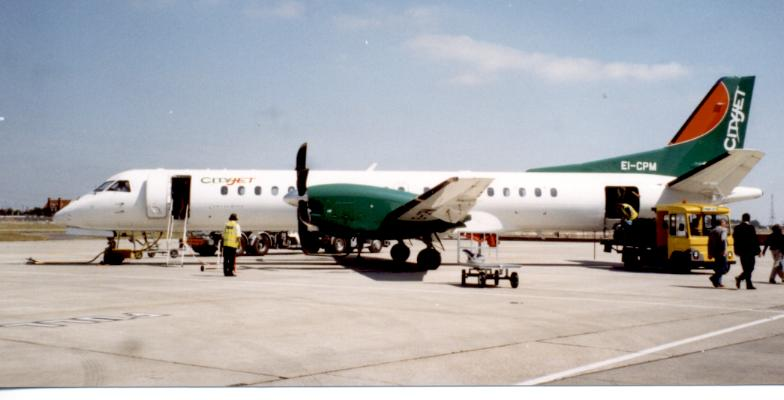
Un Saab 2000 della CityJet nel 1998.

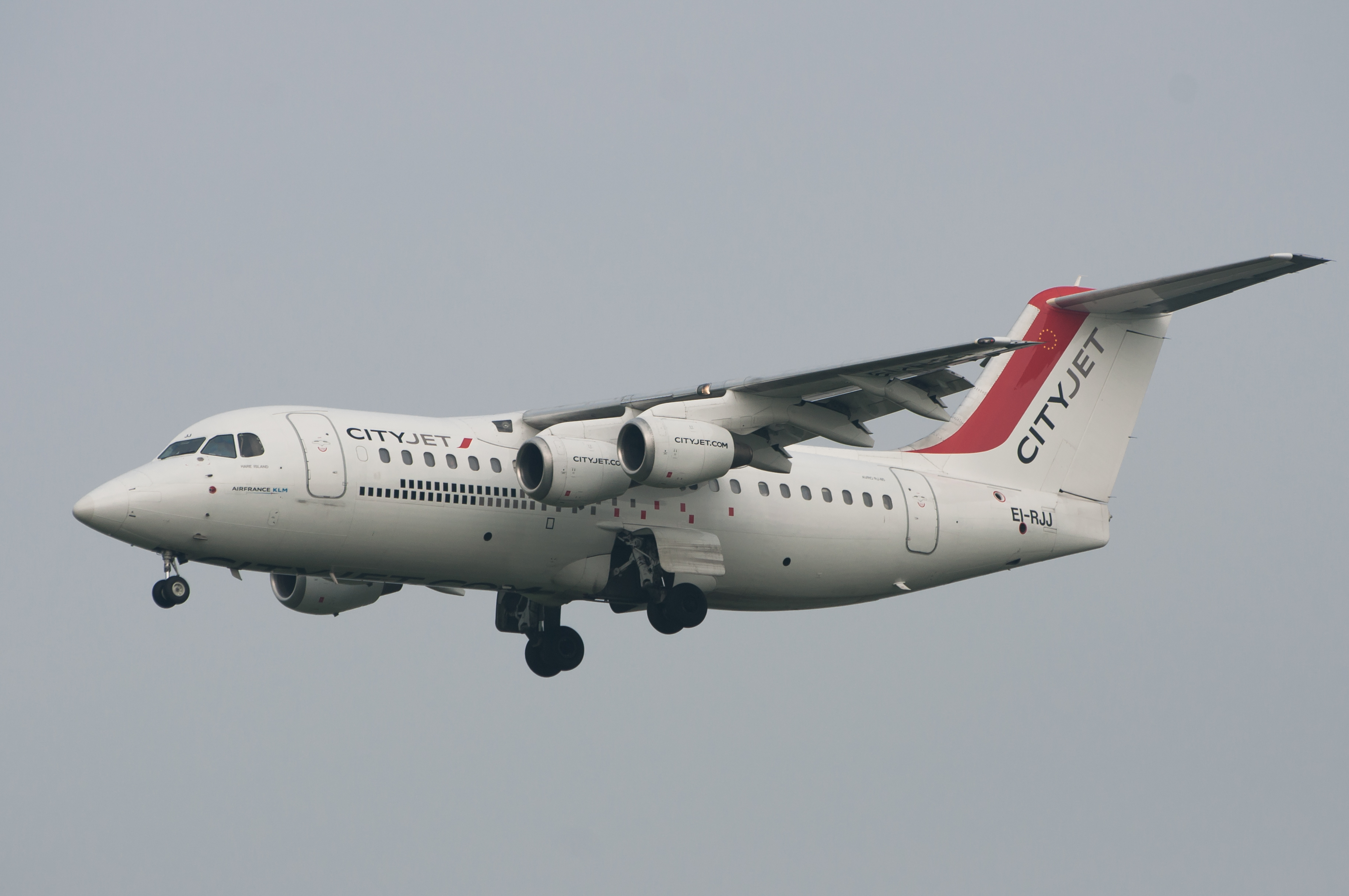
Un BAe 146 con la livrea mantenuta fino al 2015.

La flotta di CityJet è composta come segue:

### Flotta storica
Nel corso degli anni CityJet ha utilizzato i seguenti tipi di aeromobile: BAe 146, Fokker 50, Saab 2000 e Sukhoi Superjet 100.